# Didi Leoni
Didi Leoni, all'anagrafe Dina Leoni (Torino, 26 marzo 1961), è una giornalista, conduttrice televisiva e produttrice cinematografica italiana.

## Biografia
Laureata con lode in lettere con una tesi di semiologia all'Università di Torino, nel 1985 entra nel gruppo Fininvest prima come addetto stampa e poi come redattrice per Nonsolomoda, trasmissione di attualità e costume di Canale 5 a cadenza settimanale. Nell'autunno-inverno 1987-1988 è stata per un breve periodo signorina buonasera sul canale televisivo nazionale Odeon TV.
Nel 1988 passa a Rai 1 per condurre fino al 1991 diversi programmi di informazione e intrattenimento tra cui Porto Matto, Il sabato dello Zecchino e Big! News.
Nel 1992 viene assunta al TG5, allora al debutto, e vi resta fino al 2008. Conduce in video le edizioni delle 13:00 (spesso in coppia con Fabrizio Summonte) e delle 20:00 e raggiunge la qualifica di caporedattore coordinamento. Dopo un periodo di congedo, dal 2009 al 2011 è corrispondente speciale da New York per le reti Mediaset.
Nel 2005 ha pubblicato insieme con Renata Jannuzzi il libro Veri uomini però. Regole di stile per maschi contemporanei, edito da Sperling&Kupfer e tradotto anche in portoghese e in russo.
Dal 2018 coordina e presenta la cerimonia del Premio America della Fondazione Italia USA alla Camera dei deputati.
Collabora con l'Istituto Bruno Leoni, la fondazione intitolata alla memoria del padre, filosofo del diritto e giurista di fama internazionale. Da sempre appassionata di design degli interni, è consulente professionista di Feng shui. Impegnata in diverse attività benefiche, è membro della delegazione romana della Fondazione ASM per la salute dell’infanzia e dama di merito dell’Ordine Ospitaliero di Sant’Elena Imperatrice.
Nel 2021 ha fondato la Sarabi Productions, società di produzione cinematografica che ha al suo attivo il pluripremiato cortometraggio Soror, per la regia di Gabriele Lazzaro e il lungometraggio Timor - Finché c'è morte c'é speranza per la regia di Valerio Di Lorenzo, realizzato in co-produzione con la Blooming Flowers. Lavora allo sviluppo di diversi progetti di film e serie tv, in qualità di sceneggiatrice e produttrice.

## Opere
- Veri uomini però. Regole di stile per maschi contemporanei, 2005, Sperling&Kupfer, ISBN 978-8820037970